# František Kábele
František Kábele (30. listopadu 1913 Radčice – 22. listopadu 1998 tamtéž) byl český speciální pedagog – logoped, somatoped. Patří k zakladatelským osobnostem české a československé somatopedie a logopedie. Celý život se věnoval postiženým dětem i dospělým a pomáhal jim.

## Životopis
Narodil se v rodině drobného zemědělce v Radčicích, které jsou dnes částí města Skutče v okrese Chrudim v Pardubickém kraji. Od roku 1928 studoval na Učitelském ústavu v Litomyšli. Po jeho absolvování odešel na Podkarpatskou Rus, kde přijal místo učitele. Po dvou letech získal místo s definitivou v Proseči u Skutče, kde pracoval až do konce 2. světové války.
Jeho profesní vývoj ovlivnila účast na logopedickém kurzu v Košumberku v roce 1944. Po skončení války se v roce 1946 přestěhoval do Prahy, kde začal pracovat na škole pro nedoslýchavé jako tělocvikář. Současně se přihlásil ke studiu speciální pedagogiky na Pedagogicé fakultě Univerzity Karlovy. Toto studium zakončil v roce 1952 státní rigorózní zkouškou a udělením doktorátu. Od roku 1953 působil jako ředitel základní školy při II. ortopedické klinice Fakultní nemocnice v Motole, při jejímž vzniku dva roky předtím spolu s přednostou kliniky prof. MUDr. Otakarem Hněvkovským stál. Škola se stala vzorem pro další vznikající nemocniční školy. Od roku 1952 působil jako externista v Ústavu pro defektologii Univerzity Karlovy, z něhož se později stala katedra speciální pedagogiky. V roce 1956 se tam stal odborným asistentem. Současně pracoval i v Logopedickém ústavu hlavního města Prahy, kde pečoval především o mládež po mozkové obrně.
Roku 1963 získal František Kábele docenturu, když obhájil práci o problematice dětí s mozkovou obrnou a s ní souvisejícími vadami řeči a hybnosti. V roce 1968 mu byla udělena vědecká hodnost kandidát věd a roku 1972 byl jmenován profesorem. V roce 1973 se stal po profesoru Miloši Sovákovi vedoucím Katedry speciální pedagogiky UK, načež byl z této funkce pro takzvanou kádrovou nezpůsobilost roku 1975 odvolán. Poté, co byl uvolněn z většiny závazků vůči katedře, navázal spolupráci s Evropským informačním střediskem pro další vzdělávání učitelů UK. Roku 1978 zahájil odbornou spolupráci s UNESCO, v níž pokračoval i po svém odchodu do důchodu v roce 1979.
Poslední období jeho života charakterizuje především externí spolupráce s fakultami speciální pedagogiky v Praze, Bratislavě a Olomouci a s Jedličkovým ústavem v Praze. Odstěhoval se zpět do rodných Radčic a zaměřil se zejména na regionální problematiku v rehabilitační péči o děti ze sociálních ústavů na Chrudimsku.

## Zaměstnání po absolvování UK
- 1951–1956 ředitel školy při II. Ortopedické klinice Praha.
- 1956–1991 odborný asistent PedF UK Praha – docentura, profesura
- 1979–1989 externí učitel
- 1989–1998 profesor – konzultant
- 1946–1998 klinický logoped, Logopedický ústav Praha, defektologie ÚDSU UK Praha
- 1976–1979 vědecký grant Evropského informačního střediska UK pro další vzdělávání učitelů
- 1990–1991 člen vědecké rady MŠMT ČR a poradce ministra

### Studijní pobyty v zahraničí
Humboldtova univerzita Berlín, Internat. Arbeitskreis Sonnenberg, Braunschweig, Spastic’s Society Unit, Meldieth, Anglie, USA, SSSR, Jugoslávie aj.

## Významné společenské funkce
- mimořádný profesor UK v Praze
- čestný doktor Komenského univerzity v Bratislavě
- zakládající a čestný předseda Svazu tělesně postižených sportovců
- zakládající a čestný předseda Somatopedické společnosti speciálních pedagogů
- čestný člen Rehabilitační společnosti lékařské J. E. Purkyně
- čestný člen Asociace klinických logopedů ČR

## Vyznamenání
František Kábele obdržel celou řadu vyznamenání za celoživotní záslužnou práci, zejména v péči o postiženou mládež a dospělé osoby, např.:
- 1972 – za zásluhy v péči o invalidní občany
- 1973 – za zásluhy o rozvoj československé tělesné výchovy
- 1989 – cena rektora UK Praha
- 1998 – pamětní medaile k 650. založení UK.
- 1999 – in memoriam – Medaile MŠMT I. stupně za celoživotní tvůrčí pedagogickou činnost a významné výsledky v pedagogické praxi, především v oblasti somatopedie.

## Publikační činnost
Kompletní bibliografie prof. Kábele zahrnuje asi 386 titulů, z toho 45 odborných monografií (6 v cizím jazyce), 190 odborných článků a 124 hesel ve slovnících, např.:
- Tělesná výchova dětí s poruchami sluchu, 1951
- Úvod do defektologie, 1958
- Jak plnit výchovné úkoly péče o zdraví a zdatnost mládeže, 1956
- Logopedie, 1963
- Somatopedie (spolu s J. Kočím, J. Judou a O. Černým – první vysokoškolská učebnice v oboru, 1964
- Cvičení se švihadly pro mládež s vadami zraku (spolu s F. Bůžkem), 1976
- Nárys vývoje péče o mládež tělesně postiženou, nemocnou a zdravotně oslabenou (spolu s J. Kracíkem), 1982
- Rehabilitační postupy II: základy obecné a speciální pedagogiky – učebnice pro střední zdravotnické školy, 1987
- Rozvíjení hybnosti a řeči dětí s dětskou mozkovou obrnou, 1988
- Speciální pedagogika pro učitele prvního stupně základní školy (spolu s L. Edelsbergerem, P. Klímou, J. Kysučanem, N. Janotovou a H. Flenerovou), 1988
- Základy speciální pedagogiky pro výchovné poradenství, 1988
- Somatopedie: učebnice speciální pedagogiky tělesně a zdravotně postižené mládeže (spolu s Emou Kollárovou, Jiřím Kočím a Jiřím Kracíkem), 1993

### Výběr z dětské literatury
Vydal 14 dětských knížek (5 bylo přeloženo do cizího jazyka).
- Škola řeči – výběr slov k vyšetření a rozvíjení řeči pro předškolní věk, leporelo, 1. vydání 1953
- Brousek pro tvůj jazýček – říkanky pro rozvíjení správné výslovnosti dětí, 1. vydání 1961, vychází dosud; v roce 2015 to v nakladatelství Albatros bylo již 11. vydání
- Červená karkulka – upravená verze pohádky pro neurotické děti, 1970
- Jak šly kuličky do světa – tři 12stranová leporela k rozvíjení řeči, 1970
- Naše čtení – slabikář pro 1. ročník zvláštní školy, 1990
- Naše čtení – slabikář pro 2. ročník zvláštní školy, 1990

## Děti
František Kábele měl 3 děti, jsou jimi: Marta Chadimová (1939), Ing. Eva Bíbová (1943) a Ing. Karel Kábele (1946).